# Cetinski sabor
Cetinski sabor, zbor hrvatskog plemstva održan u Cetingradu 31. prosinca 1526. i 1. siječnja 1527., na kojem je nakon pogibije Ludovika II. Jagelovića u bitki na Mohačkom polju 29. kolovoza 1526. za hrvatskoga kralja izabran austrijski nadvojvoda Ferdinand Habsburški. Izbor je potvrđen pisanom poveljom, poznatom pod nazivom Cetingradska ili Cetinska povelja, koju su napisali i svojim pečatima ovjerili vodeći hrvatski velikaši. Sa svoje strane, Ferdinand je obećao poštovati i štititi postojeća prava i povlastice Hrvatskoga Kraljevstva, obvezao se o svojem trošku uzdržavati 1.000 konjanika i 200 pješaka i održavati hrvatske protuturske utvrde.
Nasuprot odlukama Cetinskog sabora, Slavonski je sabor 6. siječnja 1527. u Dubravi kraj Vrbovca (zapadno od Čazme) izabrao za kralja Ivana Zapolju, nakon čega je uslijedilo razdoblje građanskog rata, koji je u velikoj mjeri oslabio vojno-obrambenu snagu Hrvatskoga Kraljevstva te Turcima olakšao prodiranje i donio im nove osvajačke uspjehe.

## Pozadina
Smrt ugarsko-hrvatskog kralja Ludovika II. i teški vojni poraz na Mohačkom polju 1526. godine nametali su politici hrvatskog i ugarskog plemstva tri važna zadatka: izbor novoga kralja, okupljanje snaga i nastavak borbe protiv Turaka. Veći dio hrvatskog plemstva smatrao je da je potrebno povezivanje s Austrijom zbog djelotvornije obrane od Turaka i stoga su odlučili da austrijskog nadvojvodu Ferdinanda I. Habsburga izaberu za kralja. 
Slavonski su staleži stoga na svom saboru 23. rujna 1526. u Koprivnici zaključili poslati mu izaslanstvo te je 10. studenog 1526. sklopljen ugovor između nadvojvode Ferdinanda i kneza Krste Frankopana o Ferdinandovu pristajanju da brani hrvatske prostore i prizna postojeće povlastice hrvatskoga plemstva.

## Sabor
| Štit na Velikom pečatu Ujedinjenoga Kraljevstva Hrvatske i Dalmacije (1527.) prvi je hrvatski šahirani grb uporabljen u diplomatske svrhe, koji na službenome dokumentu simbolizira hrvatsku državu prigodom izbora suverena. Pečat svojim izgledom odaje da je po svoj prilici izrađen na brzinu i upravo za tu važnu prigodu. Desno je računalno obrađen hrvatski grb s pečata. |  | Štit na Velikom pečatu Ujedinjenoga Kraljevstva Hrvatske i Dalmacije (1527.) prvi je hrvatski šahirani grb uporabljen u diplomatske svrhe, koji na službenome dokumentu simbolizira hrvatsku državu prigodom izbora suverena. Pečat svojim izgledom odaje da je po svoj prilici izrađen na brzinu i upravo za tu važnu prigodu. Desno je računalno obrađen hrvatski grb s pečata. |
| Štit na Velikom pečatu Ujedinjenoga Kraljevstva Hrvatske i Dalmacije (1527.) prvi je hrvatski šahirani grb uporabljen u diplomatske svrhe, koji na službenome dokumentu simbolizira hrvatsku državu prigodom izbora suverena. Pečat svojim izgledom odaje da je po svoj prilici izrađen na brzinu i upravo za tu važnu prigodu. Desno je računalno obrađen hrvatski grb s pečata. |  | |

Sabor je potom sazvan za zadnji dan godine, 31. prosinca 1526. u Cetinu. Austrijska i hrvatska strana najprije su razmotrile prava na temelju kojih bi Ferdinand mogao postati hrvatskim kraljem i utvrdili da takvo pravo postoji. Potom su hrvatski staleži istakli svoja prava i prava Hrvatske Kraljevine, koja bi Ferdinand I. trebao priznati i poštovati, te kad su i u tome postigli suglasje s poslanicima nadvojvode Ferdinanda, prišli su izboru i taj izbor Ferdinanda za hrvatskoga kralja svečano proglasili na samu Novu godinu, na misi održanoj u samostanskoj crkvi franjevačkog reda male braće.
Tim istim činom proglašenja Ferdinanda I. za hrvatskoga kralja proglašena je i njegova supruga Ana hrvatskom kraljicom. U izbornoj ispravi je istaknuto da su ugarski staleži i redovi, 16. prosinca 1526. u Požunu, izabrali Ferdinanda za kralja prema zakonima i pravima Kraljevstva Ugarskoga, da je Ferdinand već više godina potpomagao staleže i redove Kraljevine Hrvatske u obrani od Turaka da nas njihovo bjesnilo ne prisili odmetnuti se od vjere pravovjerne i od države kršćanske, te da ga i ovi staleži jednoglasno, 1. siječnja 1527. u Cetinu, izabraše za kralja i njegovu suprugu Anu za kraljicu cijele Kraljevine Hrvatske, davši pritom njima i njihovim nasljednicima prisegu dužne vjernosti i poklonstva.
Povelja, koju su tom prilikom potpisali hrvatski velikaši i predstavnici Ferdinanda Habsburškog (Pavao Oberstain, Nikola Jurišić, Ivan Katzianer i Ivan Pichler) jedan je od najvažnijih dokumenata hrvatske državotvornosti i pohranjena je u Austrijskom državnom arhivu u Beču. Povelju su sa svojim pečatima potvrdili: Andrija Tuškanić, Ivan Karlović, Nikola Zrinski, otac Nikole Šubića Zrinskog "Sigetskog", Juraj Frankopan, Vuk Frankopan i Stjepan Blagajski. Na sredini se nalazi pečat Kraljevine Hrvatske sa 64 crveno-bijela polja. 
U uvodu povelje se spominju slijedeći hrvatski velikaši: Andrija biskup Kninski i opat Toplički, knezovi Ivan Torkvat (Karlović) od Krbave, Nikola III. Zrinski, braća Krsto i Vuk Frankopan, Juraj III. Frankopan Slunjski, Stjepan Blagajski, Krsto Peranski, Bernard Tumpić Zečevski, Ivan Kobasić Brikovički, Pavao Janković, Gašpar Križanić, Toma Čipčić, Mihajlo Skoblić, Nikola Babonožić, Grgur Otmić, plemićki sudac Zagrebačke županije, Antun Otmić, Ivan Novaković, Pavao Izačić, Gašpar Gusić i Stjepan Zimić.
Ferdinand je obećao poštovati i štititi postojeća prava i povlastice Hrvatskoga Kraljevstva, obvezao se o svojem trošku uzdržavati 1.000 konjanika i 200 pješaka i održavati hrvatske protuturske utvrde. Nasuprot odlukama Cetinskog sabora, Slavonski je sabor u Dubravi kraj Vrbovca izabrao za kralja 6. siječnja 1527. Ivana Zapolju, nakon čega je uslijedilo razdoblje građanskog rata, koji je u velikoj mjeri oslabio vojno-obrambenu snagu Hrvatskoga Kraljevstva te Turcima olakšao prodiranje i donio nove osvajačke uspjehe.

## Vanjske poveznice
- Izvori za izbor Ferdinanda Habsburškog za hrvatskog kralja u Cetinu